# Porte de Paris (Moret-sur-Loing)
La porte de Samois de Moret-sur-Loing (ou porte de Paris) est une porte de ville médiévale, situé sur la commune de Moret-Loing-et-Orvanne, de la commune déléguée de Moret-sur-Loing, dans le département français de la Seine-et-Marne.

## Localisation
La porte est située au nord-est de la vieille ville de Moret-sur-Loing, commune de Moret-Loing-et-Orvanne, dans le département de la Seine-et-Marne, en région Île-de-France, en France. Posée sur l'axe sud-est / nord-ouest, elle est dirigée vers l'extérieur en direction de Fontainebleau et par extension de Paris. Sur cet axe, elle fait face à la porte de Bourgogne, distante d'environ 300 mètres.

## Histoire
La porte est construite au XVe siècle vraisemblablement sous le règne de Charles VII, en même temps que le reste des fortifications.
La Porte de Samois est classée au titre des monuments historiques par la liste de 1840 et par arrêté du 12 juillet 1886.

## Description
La porte de Samois diffère peu de la porte de Bourgogne : elle a sensiblement les mêmes dimensions et la même architecture. De forme carrée, surmontée d'un toit quadrangulaire, elle est percée de deux arcades en plein cintre, permettant entre les deux, de faire coulisser une herse.
Côté extérieur, elle est flanquée de deux contreforts massifs qui supportent deux tourelles en encorbellement et un écusson, fortement dégradé à la révolution, est présent entre les ouvertures du mécanisme de l'ancien pont-levis,. Coté intérieur, la façade, sobre, sans tourelles ni contrefort, abrite une niche qui accueille une statue de la Vierge à l'enfant posée sur un socle en saillie. Ce socle porte un texte gravé Uni Sfat spes beati, ainsi que la date 1556 en dessous.

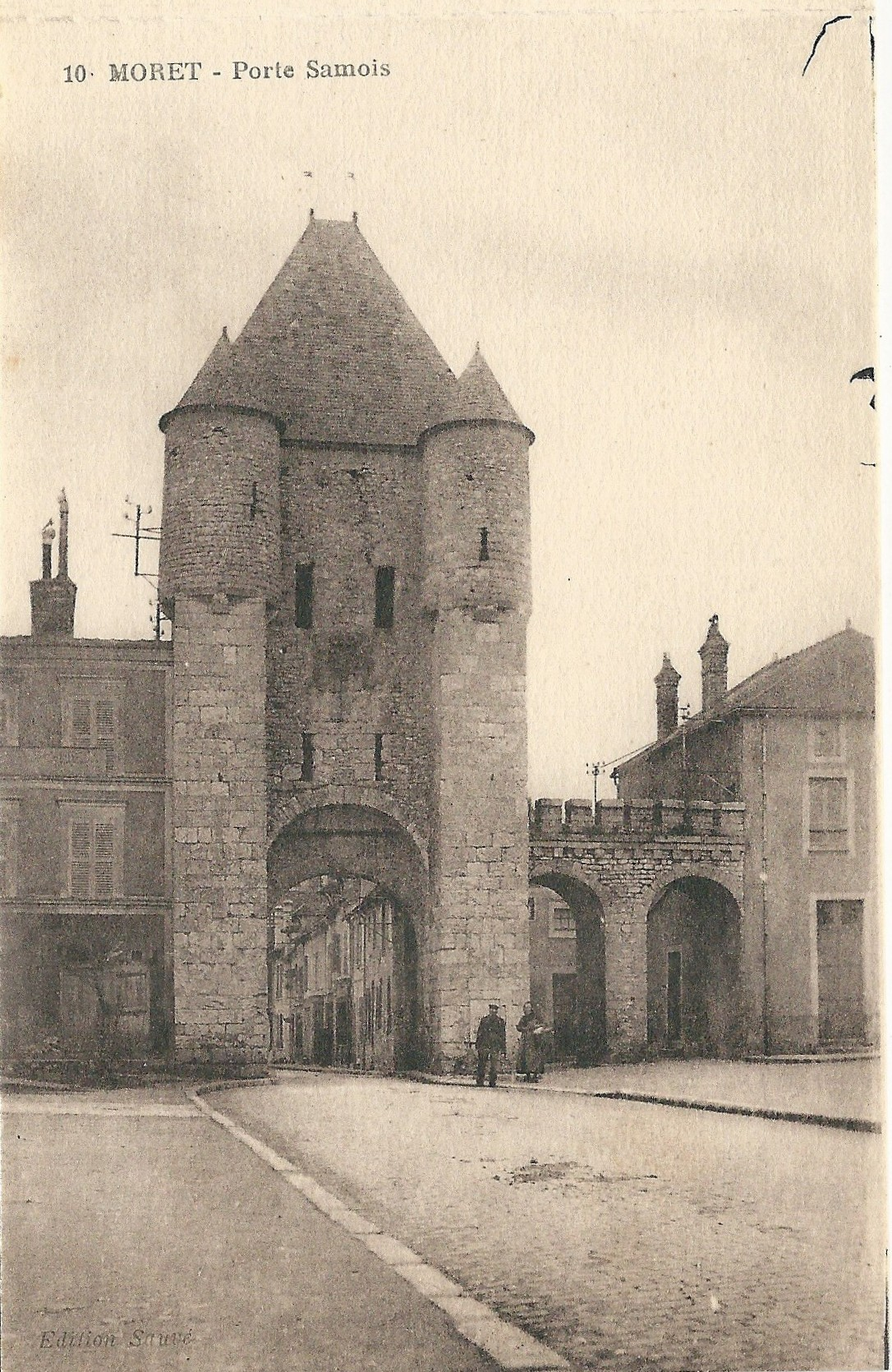
La porte en 1925
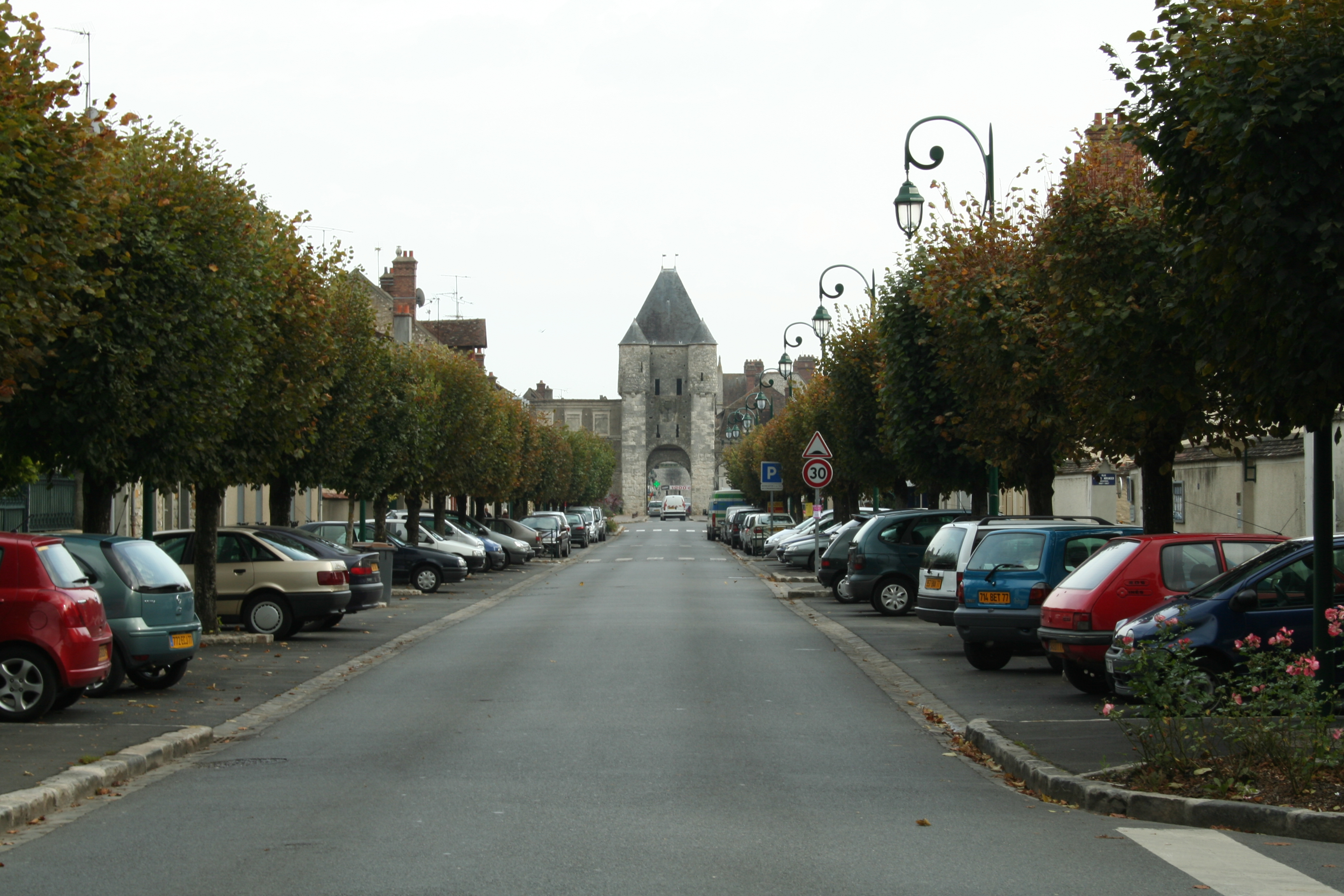
Panorama extérieur
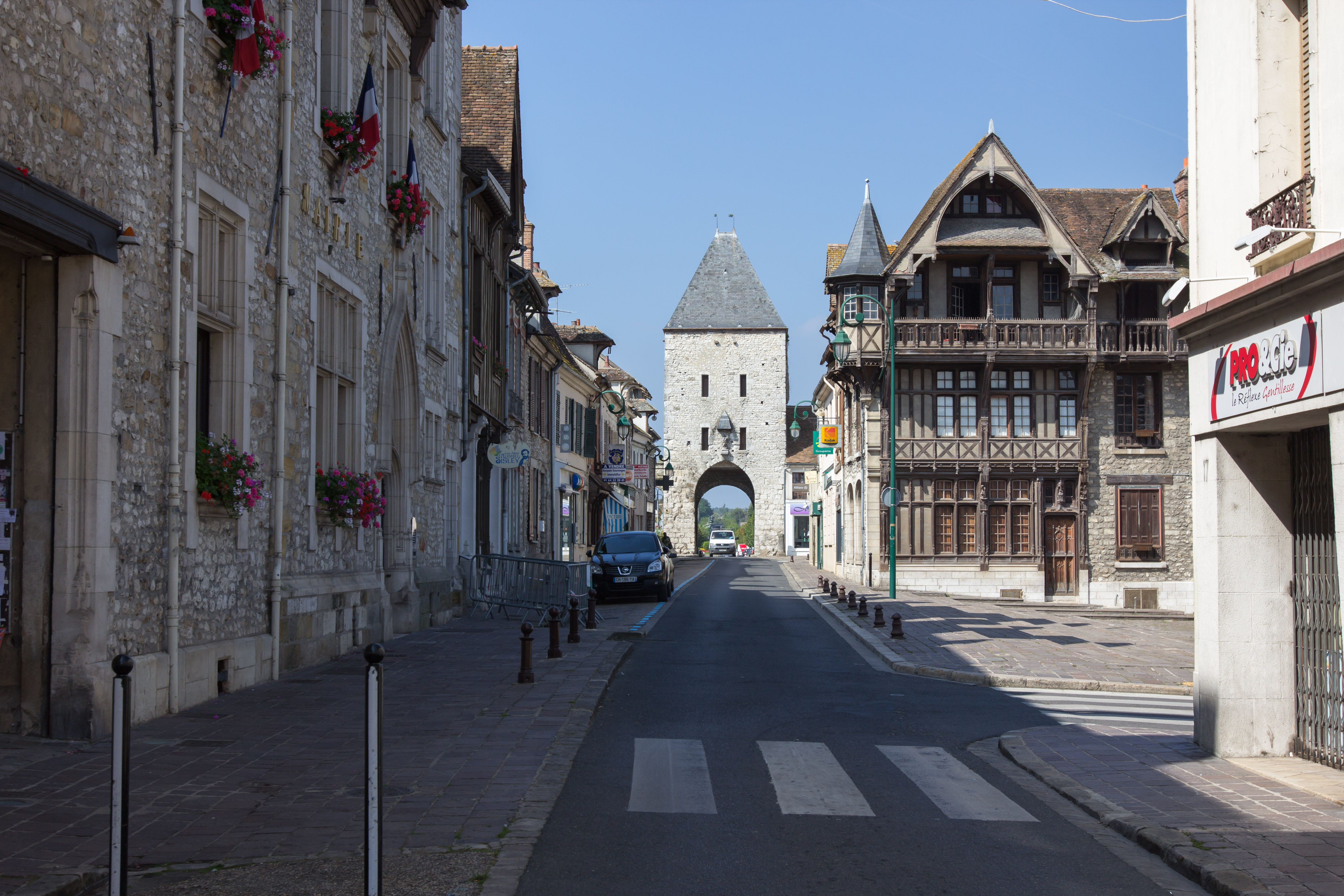
Panorama intérieur
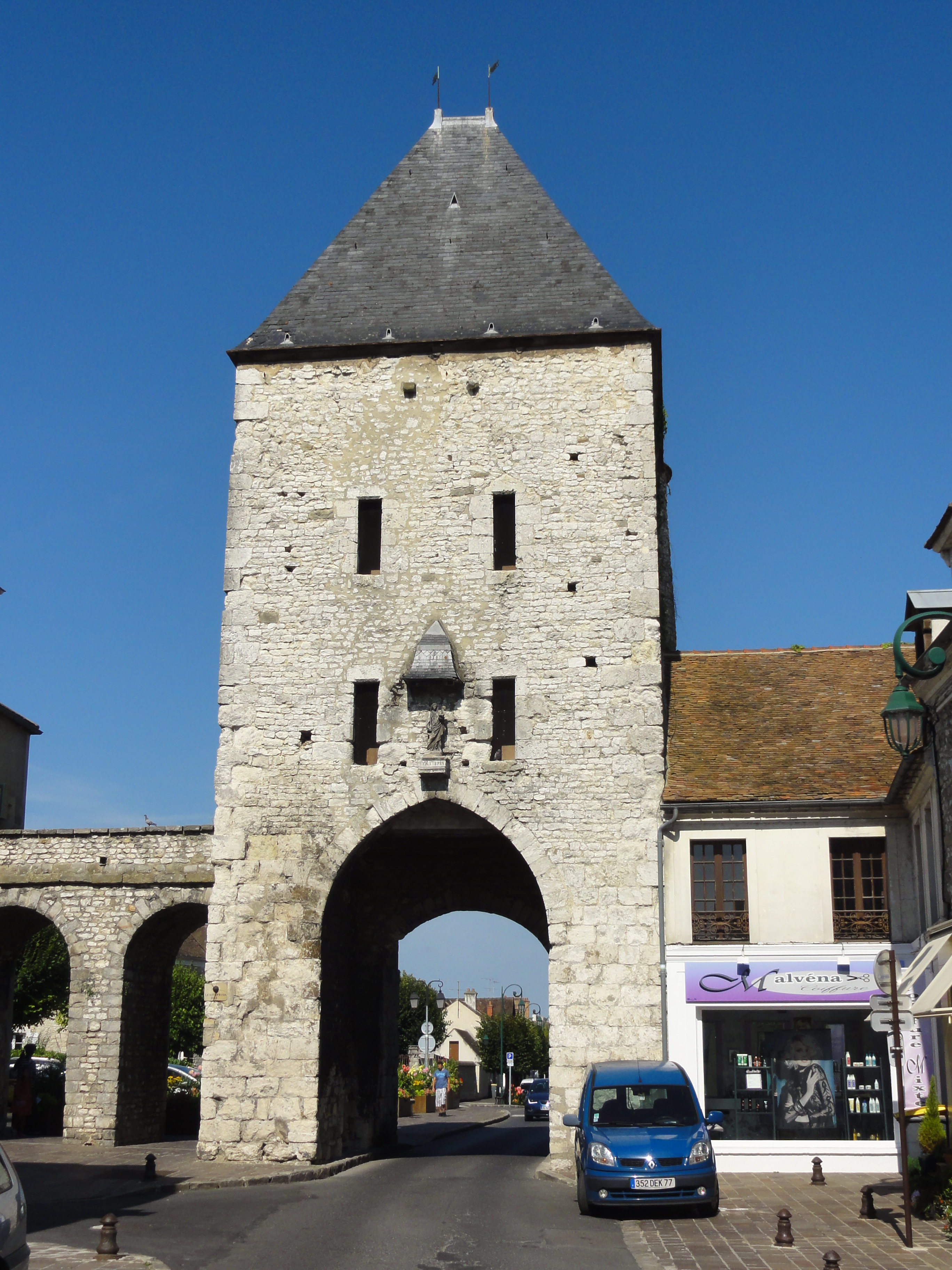
Détail de la façade
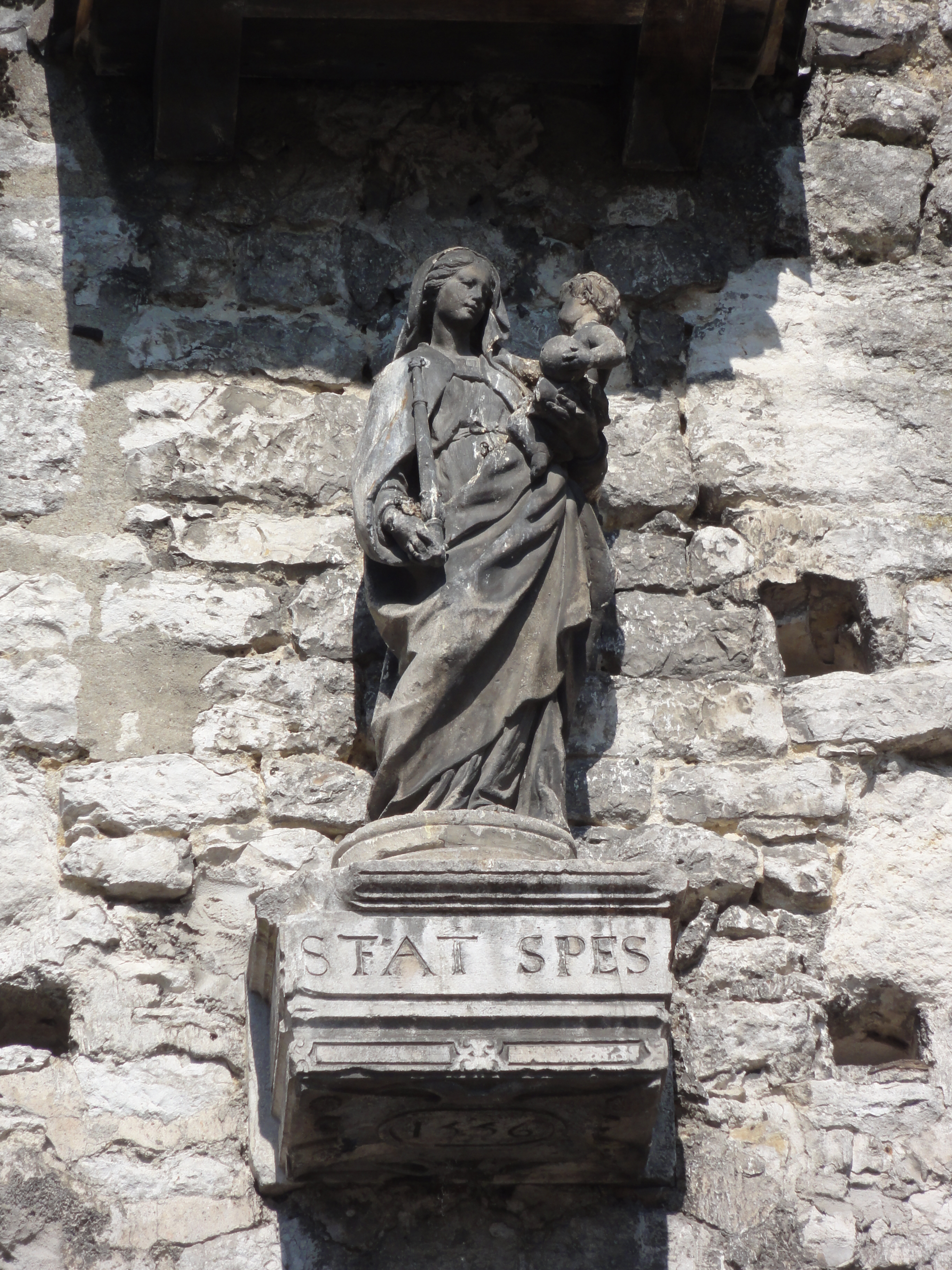
Vierge à l'enfant sur la porte